# Survival City
Survival City, réalisé par Anthony Muto et produit par Edmund Reek, est un court métrage américain sorti en 1955.
Il a remporté l'Oscar du meilleur court métrage en prises de vues réelles en une bobine en 1956.

## Synopsis
Le film montre l'explosion d'une bombe atomique à Yucca Flat au Nevada, et ses conséquences sur différents types de constructions, à différentes distances de l'explosion.

## Fiche technique
- Autre titre : CinemaScope Specials
- Réalisateur : Anthony Muto
- Producteur : Edmund Reek
- Distribution : 20th Century Fox
- Son : stéréo
- Durée : 20 minutes
- Dates de sortie : septembre 1955

## Nominations et distinctions
- 1956 : Oscar du meilleur court métrage en prises de vues réelles en une bobine[1].